# Seznam naselij Splitsko-dalmatinske županije
Seznam naselij Splitsko-dalmatinske županije.
Opomba: Naselja v ležečem tisku so opuščena.

## A
Arbanija - Aržano - 

## B
Bajagić - Banja - Bast - Baška Voda - Biokovsko Selo - Biorine - Bisko - Biševo - Blato na Cetini - Blizna Donja - Blizna Gornja - Bobovišća - Bogdanovići - Bogomolje - Bol - Borak - Borovik - Bračević - Brela - Brist - Bristivica - Brnaze - Brusje - Brštanovo - Budimir - 

## C
Cista Provo - Cista Velika - Crivac - 

## D
Dabar - Divojevići - Divulje - Dobranje - Dobrinče - Dograde - Dol, Postira - Dol, Stari Grad - Dolića Draga - Donje Ogorje - Donje Postinje - Donje Selo - Donje Sitno - Donji Bitelić - Donji Dolac - Donji Humac - Donji Muć - Donji Proložac - Donji Vinjani - Dragljane - Dračevica - Dračevo Polje - Drašnice - Draževitići - Drum - Drvenik - Drvenik Mali - Drvenik Veli - Drvenik Veliki - Drvenik, Gradac - Dubokak - Dubrava - Duge Njive - Dugi Rat - Dugobabe - Dugopolje - Dusina - Duće - 

## E
Ercegovci - 

## G
Gala - Gardun - Garjak - Gata - Gdinj - Gizdavac - Glavice - Glavina Donja - Glavina Gornja - Gljev - Gornja Brela - Gornje Igrane - Gornje Ogorje - Gornje Postinje - Gornje Selo - Gornje Sitno - Gornji Bitelić - Gornji Dolac - Gornji Humac - Gornji Muć - Gornji Proložac - Gornji Vinjani - Grab, Trilj - Grabovac - Gradac - Grohote - Gromin Dolac - Grubine - Gustirna - 

## H
Hrvace - Hršćevani - Humac - Hvar -

## I
Igrane - Ivan Dolac - Ivanbegovina - 

## J
Jabuka - Jasensko - Jelsa - Jesenice - Ježević - 

## K
Kamen - Kamenmost - Kamensko - Karakašica - Katuni - Kaštel Gomilica - Kaštel Kambelovac - Kaštel Lukšić - Kaštel Novi - Kaštel Stari - Kaštel Sućurac - Kaštel Štafilić - Kladnjice - Klis - Kljenak - Kokorići - Koljane - Konjsko - Koprivno - Korita - Korušce - Kosore - Kostanje - Kotezi - Kotlenice - Kozica - Košute - Kraj - Kreševo - Krivodol, Podbablje - Krivodol, Trilj - Krstatice - Krušvar - Krvavica - Kučine - Kučiće -

## L
Labin - Lećevica - Liska - Ljubitovica - Ljut - Lokva Rogoznica - Lokvičići - Lovreć - Ložišća - Lučane -

## M
Mala Milešina - Maljkovo - Maovice - Marina - Marinje Zemlje - Marušići - Maslinica - Mastrinka - Medovdolac - Medvidovića Draga - Mijaca - Milna - Milna, Hvar - Milna, Vis - Mimice - Mirca - Mitlo - Mravince - Murvica - Muć - 

## N
Najevi - Naklice - Neorić - Nerežišća - Nečujam - Nisko - Nova Sela, Omiš - Nova Sela, Trilj - Novo Selo, Selca - 

## O
Obrovac Sinjski - Oključna - Okrug Dolnji - Okrug Donji - Okrug Gornji - Opanci - Orah, Vrgorac - Osoje - Ostrvica - Otišić - Otok (Otok Dalmatinski) - Ovrlje - 

## P
Pisak - Pitve - Plano - Plisko Polje - Podaca - Podašpilje - Podbablje Gornje - Podgora - Podgrađe - Podhumlje - Podi - Podosoje - Podprolog - Podselje - Podstrana - Podstražje - Podšpilje - Poljica Kozička - Poljica, Jelsa - Poljica, Marina - Poljica, Podbablje - Postira - Postranje - Potravlje - Povlja - Pozorac - Prapatnica - Prapatnice - Pražnica - Prgomet - Pribude - Primorski Dolac - Prisoje - Promajna - Prugovo - Putišići - Pučišća - 

## R
Radošić, Lećevica - Radošić, Sinj - Radunić - Ramljane - Rastovac, Marina - Rastovac, Zagvod - Ravča - Rašćane - Rašćane Gornje - Ričice - Rogač - Rogačić - Rože - Ruda - Rudina - Rukavac - Rumin - Runović - 

## S
Satrić - Seget Donji - Seget Gornji - Seget Vranjica - Selca kod Bogomolja - Selca kod Starog Grada - Selca, Brač - Selca, Novo Selo - Seoca - Sevid - Sitno - Sičane - Slatine - Slime - Slivno - Smolonje - Splitska - Srednje Selo - Srijane - Srinjine - Stanići - Stilja - Stobreč - Stomorska - Strizirep - Strmendolac - Studenci - Suhač - Sumartin - Sutina - Sutivan - Sućuraj - Sušci - Sveta Nedjelja - Sveti Andrija - Svib - Svinca - Svinišće - Svirče - 

## T
Tijarica - Trnbusi - Trolokve - Tugare - Turjaci - Tučepi - 

## U
Udovičić - Ugljane - Umčani - 

## V
Vedrine - Vela Stivina - Velika Milešina - Veliki Bročanac - Veliki Prolog - Veliko Brdo - Velić - Velo Grablje - Vina - Vinalić - Vinine - Vinišće - Vinovac - Višnjica - Vlaka - Vojnić Sinjski - Voštane - Vrabač - Vranjic - Vrbanj - Vrboska - Vrisnik - Vrpolje - Vrsine - Vučevica - Vučipolje - 

## Z
Zadvarje - Zagvozd - Zakučac - Zaostrog - Zaraće - Zasiok - Zastražišće - Zavala - Zavojane - Zelovo, Muć - Zelovo, Sinj - Zmijavci - Zvečanje - 

## Č
Čaporice - Čačvina - Čelina - Čiovo - Čisla - Čitluk - 

## Š
Šestanovac - Škrip - Šumet - 

## Ž
Žedno - Žena Glava - Žeževica - Živogošće - Žrnovnica - Župa Srednja - Župa, Zagvozd - 